# Cowles
Cowles és una població dels Estats Units a l'estat de Nebraska. Segons el cens del 2000 tenia 48 habitants.

## Demografia
Segons el cens del 2000, Cowles tenia 48 habitants, 18 habitatges, i 12 famílies. La densitat de població era de 32,5 habitants per km².
Dels 18 habitatges en un 22,2% hi vivien nens de menys de 18 anys, en un 55,6% hi vivien parelles casades, en un 5,6% dones solteres, i en un 33,3% no eren unitats familiars. En el 22,2% dels habitatges hi vivien persones soles l'11,1% de les quals corresponia a persones de 65 anys o més que vivien soles. El nombre mitjà de persones vivint en cada habitatge era de 2,67 i el nombre mitjà de persones que vivien en cada família era de 3,08.
Per edats la població es repartia de la següent manera: un 27,1% tenia menys de 18 anys, un 10,4% entre 18 i 24, un 22,9% entre 25 i 44, un 16,7% de 45 a 60 i un 22,9% 65 anys o més.
L'edat mediana era de 36 anys. Per cada 100 dones de 18 o més anys hi havia 94,4 homes.
La renda mediana per habitatge era de 33.750 $ i la renda mediana per família de 36.000 $. Els homes tenien una renda mediana de 10.625 $ mentre que les dones 16.563 $. La renda per capita de la població era de 9.382 $. Aproximadament el 16,7% de les famílies i el 43,2% de la població estaven per davall del llindar de pobresa.

## Poblacions més properes
El següent diagrama mostra les poblacions més properes.